# الكوريون في العالم العربي
الكوريون في الوطن العربي هم المواطنون الكوريون الذين يعملون في بلاد الوطن العربي، بلغ عددهم أكثر من 16 ألف شخص مُوزعين على بلدان الوطن العربي، أكثر دولة يقطن فيها الكوريون هي دولة الإمارات العربية المتحدة بعدد بلغ أكثر من خمسة آلاف شخص. كان تواجد الكوريون في الوطن العربي قد امتد منذ خمسينات القرن العشرين.